# Lastbil Magasinet
Lastbil Magasinet er et dansk fagblad, der kom på gaden første gang i marts 1997. Med et oplag på ca. 8.000 er bladet det største danske fagblad i transportbranchen.
Magasinet udkommer 12 gange om året og har hovedsæde i Skanderborg.
Lastbil Magasinet er privatejet, og den redaktionelle linje er uafhængig.
Ud over det trykte magasin driver bladet også lastbilmagasinet.dk med daglige nyheder om stort og småt fra transportbranchen.
Lastbil Magasinet udkommer også på lyd som podcast med en fast udsendelse hver anden uge om nyheder lastbilbranchen, samt diverse bonus-episoder med interviews og reportager fra branchen.

## Historie
Lastbil Magasinet blev grundlagt i 1997 af de to stiftere, Bjarne Routhe og Lorents B. Rasmussen, der startede bladet som henholdsvis salgschef og chefredaktør. I 2008 overtog Bjarne Routhe det fulde ejerskab af bladet som led i et generationsskifte, hvor Lorents B. Rasmussen ved udgangen af 2009 trak sig fra posten som chefredaktør, som blev overtaget af Rasmus Haargaard.
Fra grundlæggelsen var bladet delt op i to afdelinger. Redaktion lå i Odense, mens salg og administration var samlet i en afdeling i Odder. I 2013 samledes de to afdelinger i Odder. Samme år overtog Lastbil Magasinet ApS konkurrenten Dansk Transport Forlag ApS i Padborg, som udgav to andre fagblade, Trans Inform og Danmarks Transport-Tidende. Efter overtagelsen blev mediehuset Danske Transport Medier oprettet, og under denne paraply drives i dag alle tre fagblade.
I 2014 flyttede Danske Transport Medier til et nyt, fælles hovedsæde i Skanderborg.

## Andre udgivelser og produkter
Lastbil Magasinet udkommer 12 gange om året. I mere end 20 år udkom Lastbil Årbogen ved årets udgang, og bladet har desuden udgivet en række forskellige bøger om transportbranchen, specielle lastbilmærker mv.
Herudover står Lastbil Magasinet bag en række andre tjenester for transportbranchen, såsom lastbilbasen.dk, fragtbasen.dk, transportjobbasen.dk mv.

## Arrangementer
Lastbil Magasinet har i en årrække (første gang i 1999) arrangeret Lastbil Show. Truckerstævnet har været afholdt forskellige steder som Nyborg, Fredericia, Karup og Herning, men har de fleste år haft hjemme på Vandel Flyveplads sidst i juni. Arrangementet voksede sig til det største af sin art i Danmark, og stævnet havde en overgang deltagelse af over 1.000 lastbiler. Det seneste Lastbil Show blev afholdt i 2012 på Vandel Flyveplads. I 2007 og 2008 blev der desuden afholdt Lastbil Show Øst i Roskilde.
Lastbil Magasinet har også været initiativtager til en lang række fagmesser for transportbranchen - både i forbindelse med Lastbil Show og som selvstændige transportudstillinger, både udendørs og indendørs. Siden 2009 har udstillingen Transport Øst været afholdt i københavnsområdet med deltagelse af leverandører og forhandlere fra lastbilbranchen. Transport Øst finder sted næste gang 3.-4. september 2022 i Ventrupparken i Greve.